# Анна (фільм, 2019, реж. Люк Бессон)
«Анна» (англ. Anna) — гостросюжетний бойовик 2019 року Люка Бессона про модель, яка може позбавити життя будь-кого, хто зустрінеться їй на шляху, якщо для цього буде необхідність.

## Сюжет
Москва, 1985 рік. Відбуваються арешти іноземних громадян. Співробітник посольства США Леонард Міллер (начальник радянського відділу ЦРУ) отримує поштою посилку, в якій знаходиться голова одного із його розкритих агентів.
Листопад 1990 року. На Ізмайловському ринку в Москві до дівчини (її звати Анна Полятова), яка торгує сувенірами, підходить іноземець. Він говорить, що працює на модельне агентство в Парижі. Джон пропонує їй поїхати до Франції.
В Парижі Джон представляє Анні її агента — Дороті. Вона приводить новеньку до апартаментів, де проживають ще декілька моделей-початківців.
Після зйомок Анна повертається до своєї спальні, де застає двох сусідок, що займаються сексом з одним партнером. Згодом Анна йде спати до Мод.
Пізніше на одній із вечірок Джон знайомить Анну зі своїм партнером по бізнесу — російським олігархом Олегом Філенковим. Той зізнається, що торгує зброєю і хоче зайнятися з нею сексом. У ванній Анна знімає з себе мікрофон, повертається до Олега і вбиває його.
Три роки тому Петро намагається зґвалтувати Анну і влаштовує скандал. В пошуках виходу вона відкриває свій лептоп і заповнює анкету, щоб завербуватися на службу до ВМФ. Однак Петро виступає проти, кажучи, що вона не пройде перевірку на наркотики, які стали сенсом їхнього життя. Дорікаючи та погрожуючи їй, він вимагає, щоб Анна пішла за продуктами.
Коли Анна повертається з магазину, біля неї зупиняється «Мерседес», за кермом якого сидить Петро. Перебуваючи у стані наркотичного сп'яніння, він пропонує заробити на чергову дозу злочином і бере її з собою. Разом зі спільниками, які викрали іноземця, він намагається зняти готівку в банкоматі, але їм заважає раптова поява міліції. У ході гонитви зі стріляниною, яка закінчилась аварією, Петру і Анні вдається втекти. Вдома Петро вимагає, щоб Анна негайно збирала речі, даючи їй на це п'ять хвилин. У кімнаті Анна виявляє незнайомця, який вбиває Петра і пропонує їй співпрацю. Куратор КДБ Олексій Ченков, знаючи, що вона розмовляє англійською, розповідає, що батько Анни був офіцером, сама вона була кадетом Омського філіалу військової академії, але покинула навчання в 17 років. Анна пояснює, що тоді загинули її батьки. Ченков пропонує Анні протягом року пройти навчання, потім їй належить чотири роки оперативної роботи, після чого вона буде вільна. Анна відмовляється, порізавши собі вени. Ченкову все ж вдається її вмовити не накладати на себе руки.
Три роки потому Леонард Міллер допитує Анну, яка була в готелі, коли там вбили Філенкова та його охоронців. Він каже, що працювали професіонали, записи з камер спостереження знищені. Анна стверджує, що чекала Філенкова в лаунж-барі, але той так і не прийшов.
Шістьма місяцями раніше Ченков представляє Анну, яка пройшла первинний курс навчання, своїй начальниці Ользі. Та сумнівається у здібностях Анни як агента. Анна демонструє свій інтелект, і Ольга бере її на випробувальний термін.
Згодом Ольга показує Анні фото бізнесмена, у якого потрібно викрасти телефон. На виконання цього завдання у неї є п'ять хвилин. Анна входить до ресторану, вступає у жорстоку сутичку і, заволодівши зброєю ворога, розправляється з усіма охоронцями. Бізнесмен намагається задушити Анну, але та вбиває його виделкою і забирає телефон.
Вийшовши з ресторану Анна виявляє, що машина, в якій її повинні були чекати Ченков і Ольга, вже поїхала. Невдовзі Анна приносить Ользі телефон вбитого бізнесмена і говорить, що її пістолет навіть не був заряджений. У відповідь Ольга розповідає історію про те, як вона стала кульгати. Під час навчання її закинули до Сибіру, де вона потрапила у вовчий капкан, з яким була змушена ходити по тайзі цілих три дні. При зустрічі інструктор простягнув їй викрутку і наказав надалі не робити подібних помилок. Анна каже Ользі, що вона засвоїла урок.
Ольга вручає Анні ключі від квартири, де та тепер мешкатиме, і дає нове завдання, на виконання якого у неї є два тижні.
Джон знаходить Анну на ринку, пропонує їй роботу моделлю. Анна приїжджає до Парижа, де за нею стежать співробітники КДБ на чолі з Ольгою. Анна звітує перед нею про всі події, що відбуваються, і каже, що у неї з'явилася коханка. Ольга повідомляє, що новий об'єкт Анни прибуде до Парижа через місяць.
Ольга та її підручні контролюють діяльність Анни. Та знайомиться з Філенковим, через два місяці вбиває його та охоронців, знищує записи з камер спостереження. Після допиту Міллера Ольга віддає Анні наказ повертатися до Москви. У московській квартирі Анну провідує Ченков, де вони займаються сексом.
Ольга і Ченков приводять Анну до начальника КДБ Васильєва. Той говорить, що вона хороша шахістка. Відпрацювавши два роки (один на тренуванні, один на завданні), Анна питає його, чи буде вона вільна через п'ять років співпраці з органами. Васильєв, погрожуючи пістолетом, не хоче її відпускати і пропонує зіграти в шахи.
Анна знову вирушає до Парижа. Мод показує їй нову квартиру, де вони тепер житимуть разом. Анна телефонує Ченкову, просить його бути на її боці і говорить у відповідь, що постарається.
Під час тижня моди в Мілані Анна бере участь у виснажливій фотосесії. Запізнюючись на зустріч з Ольгою, Анна нападає на фотографа. Коли їй вдається втекти, Ольга посилає Анну до німецького дипломата Фредеріка Вюртемберга, у якого потрібно забрати кейс, ключі та відбитки пальців. Під виглядом повії Анна проникає в номер своєї жертви. У ванній вона знаходить пістолет, схований під раковиною, стріляє у Вюртемберга і забирає його кейс.
Ольга незадоволена тим, що Анна пробула у жертви цілих 12 хвилин і не роздобула відбитки його пальців. Ольга вимагає принести його вказівний палець і забрати свій годинник. Анна виконує наказ. Потім вона каже, що смертельно втомилася, просить дати їй можливість виспатися. Ольга дозволяє Анні взяти тижневу відпустку, куди вона може поїхати разом з Мод. Вони вирушають на тропічний острів і засмагають на пляжі.
Після повернення з відпустки Анна зустрічається з Ольгою і дарує їй сувенір — листівку. Та каже, що час знову братися за роботу. Працюючи в модельному бізнесі, Анна скоює замовні вбивства. Ольга хвалить Анну за виконану роботу і повідомляє, що її бажає бачити Васильєв.
По прибуттю до Москви Ганна займається сексом з Ченковим у підсобці КДБ, потім йде в кабінет до Васильєва. За присутності куратора вона грає з начальником у шахи. Васильєв говорить про те, що Анна буде нагороджена медаллю «За заслуги», яку ніколи не зможе надіти, оскільки до смерті залишиться таємним агентом. Васильєв ставить їй шах. У відповідь Анна ставить йому мат і вбиває Васильєва на очах Ченкова.
За шість місяців до цього в номер Вюртемберга вриваються працівники ЦРУ і затримують Анну. Під час допиту Міллер намагається її перевербувати. Анна відмовляється, вимагаючи свободи та захисту. Міллер пропонує їй відпрацювати три роки на його відомство, після чого Анну сховають у Арізоні. Та вимагає рік роботи і будинок біля моря на Гаваях. Міллер погоджується. Пізніше Анна говорить, що їй потрібен вказівний палець Вюртемберга і стверджує, що зробить це особливим способом. Міллер дозволяє їй це зробити, після чого Анна йде у відпустку.
На острові Міллер таємно зустрічається з Анною. Він має намір охороняти Анну і подбати про те, щоб через рік роботи на ЦРУ вона була вільною. Під час розмови Анна розповідає йому про свою дитячу мрію і про те, що у її батьків висіла листівка на холодильнику. Міллер повідомляє, що народився та виріс на Гаваях і що її мрії стануть реальністю.
Мод ділиться з Анною своїми планами: вона накопичила достатньо грошей для будівництва власного будинку неподалік від Сен-Тропе. Пізніше Анна залишає сплячу коханку і проводить ніч з Міллером.
Повернувшись до Москви і подарувавши Ользі листівку, Анна зустрічається з Міллером у своїй квартирі, де вони займаються сексом. Пізніше він говорить, що для Анни є робота в Москві, і розповідає, що під час чергування п'ять років тому Васильєв віддав наказ викрити дев'ятьох агентів ЦРУ і припинити американсько-радянську співпрацю між двома відомствами. Міллер, який готував цю операцію три роки, зумів умовити начальство на дострокову відставку та повну свободу для Анни і обіцяє, що після вбивства Васильєва особисто евакуює Анну. Та погоджується.
У підсобці КДБ Анна знаходить пістолет. Під час шахової партії вона вбиває Васильєва. Ченков, який перебував у його кабінеті, говорить Анні, що вона не вийде живою, але та знешкоджує його зарядом зі снодійним і намагається сховатися. Однак Ченкову вдається доповзти до тривожної кнопки і натиснути на неї. Виявивши труп Васильєва, за Анною організовують переслідування.
У цей час Міллер чекає Анну в машині з дипломатичними номерами біля будівлі Головного управління КДБ. Але після сигналу тривоги з метою уникнення міжнародного скандалу Міллер змушений поїхати до Мод. Під час допиту він говорить їй, що в квартирі поставлені «жучки».
У Нью-Йорку Міллеру доповідають, що операція з усунення Васильєва виконана. Але її виконавиця, найімовірніше, загинула. Однак Міллеру приходить від Анни повідомлення на пейджер, яка призначає йому зустріч в Парижі.
О другій годині дня в Парку Монсо за сусідніми столиками відкритої кав'ярні з'являються Міллер і Ченков. Агентів прикривають озброєні працівники спецслужб і ведуть за ними відеоспостереження. На місці зустрічі з'являється Анна, по черзі цілує коханців і говорить, що прийшла з ними попрощатися. Анна віддає Ченкову та Міллеру таємні матеріали на КДБ і ЦРУ, які їй вдалося добути за час роботи, пропонує розлучитися друзями. Міллер каже, що може існувати копія цих матеріалів, тоді як Ченков заявляє, що через півроку інформація втратить свою актуальність. Анна каже, що за все своє життя жодного дня не була вільною, оскільки шість місяців для неї були вічністю. Ченков бажає їй всього найкращого, і Анна йде із кав'ярні. Ольга, яка спостерігала за цією розмовою, дає розпорядження підлеглим продовжувати запис, а сама йде за Анною і стріляє в неї.
За три місяці до цього Ольга говорить Анні, що їй відомо про її контакти з ЦРУ. Вступивши між собою у змову, Ольга інсценує вбивство Анни. Сама Анна залишається живою і тікає. Міллер та Ченков впевнені, що вона загинула.
В епілозі Ольга стає новим начальником КДБ. На ноутбук їй приходить відеоповідомлення від Анни, в якому вона стверджує, що змогла записати останню розмову, в якій йшлося про вбивство Васильєва. Боячись себе скопрометувати, Ольга стирає файл з бази даних.

## У ролях
| Актор            | Роль          |
| ---------------- | ------------- |
| Саша Лусс        | Анна Полятова |
| Люк Еванс        | Алекс Ченков  |
| Кілліан Мерфі    | Ленні Міллер  |
| Гелен Міррен     | Ольга         |
| Лєра Абова       | Мод           |
| Алекс Петров     | Пьотр         |
| Микита Павленко  | Влад          |
| Анна Кріппа      | Ніка          |
| Ерік Годон       | Вассільєв     |
| Іван Франек      | Моссан        |
| Настя Стен       | Анна          |
| Жан-Баптіст Пюек | Семі          |

## Створення фільму

### Виробництво
9 жовтня 2017 року було оголошено, що нова стрічка Люка Бессона отримала назву «Анна» і в ній виконають ролі Саша Лусс, Гелен Міррен, Люк Еванс і Кілліан Мерфі. Виробництвом фільму займеться EuropaCorp, а дистриб'ютором стане компанія Lionsgate.
Зйомки фільму почались на початку листопада 2017 року.

### Знімальна група
- Кінорежисер — Люк Бессон
- Сценарист — Люк Бессон
- Кінопродюсер — Люк Бессон
- Кінооператор — Тьєррі Арбоґаст
- Композитор — Ерік Серра
- Кіномонтаж — Джуліен Рей
- Художник-постановник — Юг Тіссанд'є
- Артдиректор — Стефан Робюшон
- Художник-декоратор — Евелін Тіссанд'є
- Художник-костюмер — Олів'є Беріо
- Підбір акторів — Сван Фам[5]